# Kepler-296e

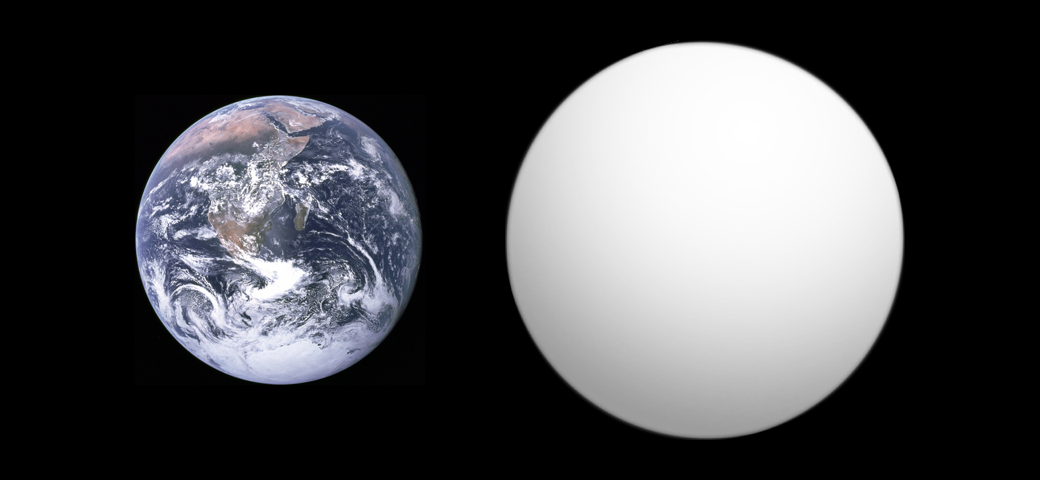
Comparação do tamanho aproximado de Kepler-296e (à direita) com a Terra.

Kepler-296e é um exoplaneta confirmado classificado como uma superterra orbitando dentro da zona habitável de Kepler-296, um sistema estelar binário localizado a cerca de 1.089 anos-luz a partir do Sol, na constelação de Lyra. O planeta foi descoberto pelo telescópio espacial Kepler da NASA usando o método de trânsito, quando o efeito de escurecimento que faz um planeta como ele quando cruza em frente da sua estrela é medido. A NASA anunciou a descoberta do exoplaneta em 2 de fevereiro de 2014.

## Exoplaneta confirmado
Kepler-296e é uma superterra com um raio de 1,75 vezes ao raio da Terra. O planeta orbita Kepler-296 uma vez a cada 34,1 dias.

## Habitabilidade
O planeta foi anunciado como estando localizado dentro da zona habitável de Kepler-296, uma região onde a água líquida pode existir na superfície do planeta. É o segundo mais parecido com a Terra planeta depois Kepler-438b, com um Índice de Similaridade com a Terra de 0,85.
| Exoplanetas notáveis – Observatório Espacial Kepler |
| --- |
| Pequenos exoplanetas confirmados em zonas habitáveis. (Kepler-62e, Kepler-62f, Kepler-186f, Kepler-296e, Kepler-296f, Kepler-438b, Kepler-440b, Kepler-442b) (Telescópio Espacial Kepler; 6 de janeiro de 2015). |